# Verhnodniprovsk
Verhnodniprovsk (în ucraineană Верхньодніпровськ) este orașul raional de reședință al raionului Verhnodniprovsk din regiunea Dnipropetrovsk, Ucraina. În afara localității principale, nu cuprinde și alte sate.

## Demografie
Componența lingvistică a orașului Verhnodniprovsk
     Ucraineană (89,01%)
     Rusă (10,47%)
     Alte limbi (0,28%)
Conform recensământului din 2001, majoritatea populației orașului Verhnodniprovsk era vorbitoare de ucraineană (89,01%), existând în minoritate și vorbitori de rusă (10,47%).